# Walsh University
La Walsh University è un'università privata statunitense, cattolica, situata a North Canton, nell'Ohio, e fondata nel 1960 dai Fratelli dell’Istruzione Cristiana. Walsh ,inoltre, ha sedi a Medina (Ohio), Canfield, Springfield (Ohio) e Castel Gandolfo (Italia) chiusa nell’anno 2020. Quest'università offre più di 50 facoltà e cinque corsi di laurea tra cui un dottorato di Terapia Fisica.

## Storia
La scuola prende il nome dall'omonimo Emmett M. Walsh, vescovo della chiesa cattolica-romana, della diocesi di Younstown.

## Campus
Nel campus dell'università sono situati 22 edifici. Il Polo della Pace della Walsh University ha avuto visitatori da tutto il mondo ,tra cui Willy Brandt, Coretta Scott King, Mother Teresa, and Elie Wiesel.

## Organizzazione e amministrazione
L'attuale rettore del campus è Richard Jusseaume.